# PNS Rah Naward
Pour les articles homonymes, voir Prince William.
Le PNS Rah Naward est un brick moderne à coque acier de 59 m de long, construit en 2001, dans le chantier naval de l'Appledore au Royaume-Uni sous le nom Prince William.
Il a été construit pour servir de navire-école à la Tall Ships Youth Trust (en), comme son sister-ship : Stavros S. Niarchos. En 2010 il est vendu à la marine nationale pakistanaise.

## Historique

### Construction
La Tall Ships Youth Trust (TSYT), anciennement Sail Training Association, organisme britannique de formation maritime à la voile pour des jeunes de 16 à 25 ans, commande deux navires : le Prince William et son sister-ship le Stavros S. Niarchos. Ces deux nouveaux voiliers, conçus par Michael Willoughby, doivent remplacer les deux goélette à trois mâts Malcolm Miller et Sir Winston Churchill, qui assuraient le même service et qui ont été vendues pour cause de vétusté.
Les coques ont été construites en 1996 aux chantiers Abeking & Rasmussen en Allemagne. Elles proviennent de deux brick-goélette de croisière de luxe en construction : Le Neptun Princess et le Neptun Baroness dont les commandes ont été annulés. En 1997, La Tall Ships Youth Trust achète les deux coques semi-finies pour ses deux bricks en construction au chantier de l'Appledore dans le North Devon au Royaume-Uni. Les coques sont modifiées afin de supporter les contraintes d'un gréement carrés et d'améliorer leurs propriétés de navigation, notamment par l'ajout d'une nouvelle quille plus profonde contenant 50 tonnes de lest. Un souverain en or est intégré sous le pont avant où il rencontre la quille, une tradition censée donner de la chance au navire. Un an après le Stavros S. Niarchos, le Prince William est lancé en 2001.

### Navigation
En 2005, le Prince William participe aux Tall Ships' Races. Il se classe 4e sur 25 dans la catégorie A, lors de la première course entre Waterford et Cherbourg. Dans la deuxième course, entre Newcastle et Fredrikstad, le Prince William, abandonne la course pour porter secours au ketch Excelsior en perdition. Il lui fourniture pompe et l'accompagne jusqu'à Fredrikstad. Malgré son abandon le Prince William reçoit un prix spécial pour son action.
Du 29 octobre au 1er novembre 2007, il participe à la 6e Brig Match Race de Portsmouth. Après une compétition soutenue durant 4 courses contre le Stavros S. Niarchos, ce dernier remporte l'épreuve.
Après cette dernière course, le Prince William est immobilisée à Portsmouth, puis à Hull, en attendant de le vendre. Il est remplacé par quatre yachts plus petits pour augmenter le nombre de stagiaires par année.

### Passage sous pavillon pakistanais
C'est la marine pakistanaise, qui se porte acquerreur le 20 septembre 2010 et le rebaptise PNS Rah Naward.

Insigne de la Marine du Pakistan

## Caractéristiques
Le PNS Rah Naward est un deux-mâts à coque acier, gréé en brick (deux phares carrées complets). Il mesure 59,4 m de long, 9,95 m de large, il possède un tirant d'eau de 4,5 m et un déplacement de 576 t. Sa propulsion est assurée par 2 moteurs auxiliaires diesel MTU de 330 kW chacun et 18 voiles constituant 1 162 m2 de surface de voilure, permettant une vitesse maximale de 13 nœuds sous voiles.
Ces deux mâts ont presque la même hauteur, la base du mât est en acier le reste en bois. Le grand-mât (à l'arrière sur un brick) fait 39,2 m de haut porte une brigantine.
Les 18 voiles se répartissent comme suit :
- Grand-mât : Brigantine et phare carré complet comprenant grand-voile (rarement équipé), double hunier (hunier fixe et hunier volant), perroquet, cacatois.
- Mât de misaine : phare carré complet comprenant voile de misaine, double hunier de misaine (hunier fixe et hunier volant), perroquet de misaine, cacatois de misaine.
- Entre les deux mâts : 3 voiles d'étai.
- À l'avant : 4 focs.

Le navire possède une capacité d’accueil de 45 stagiaires encadrés par 6 membres d'équipage et 11 bénévoles. Son numéro IMO est le 9222326.

## Galerie d'images

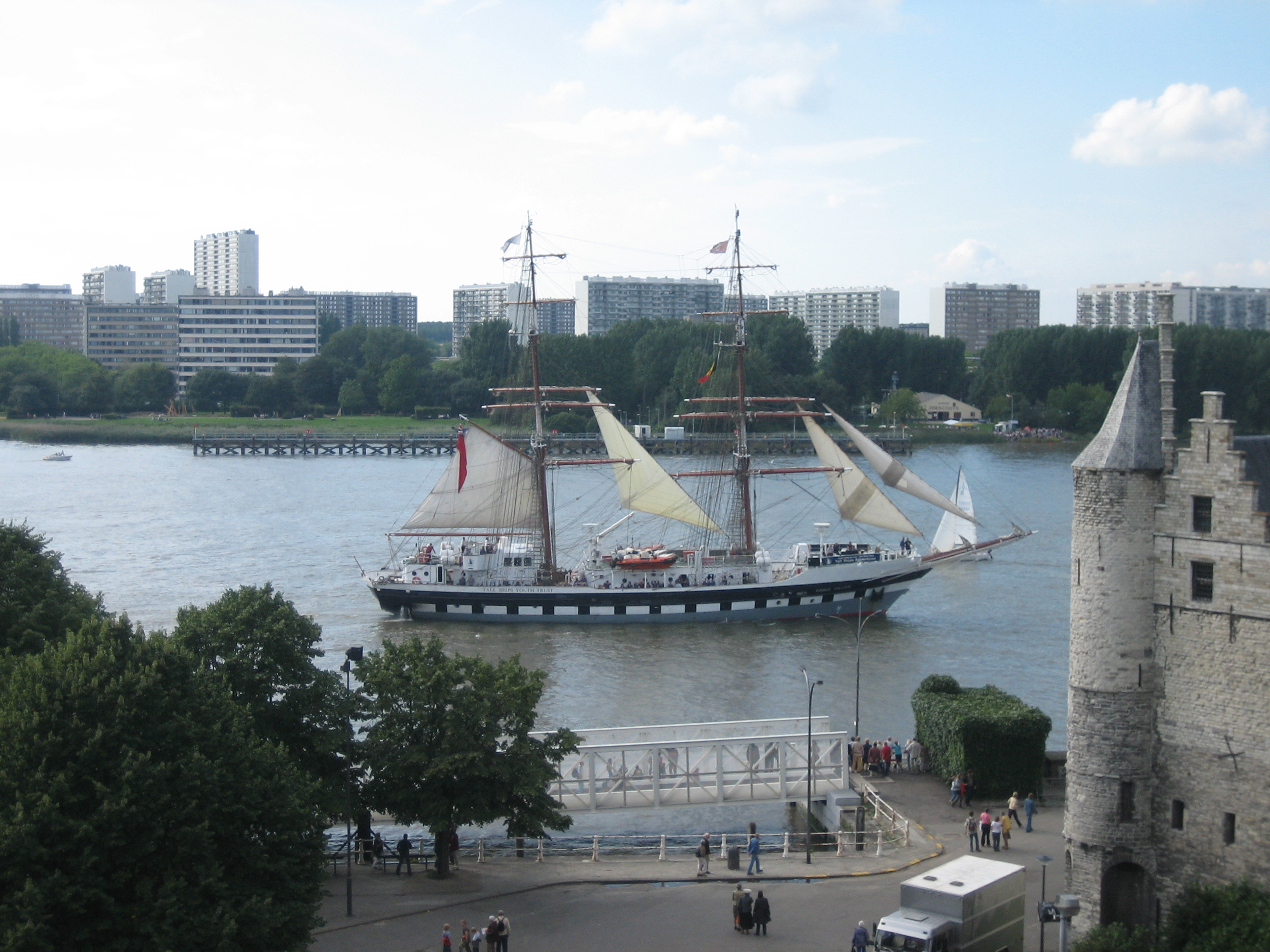
Le Prince William a Anvers en 2006 durant les Tall Ships Races.
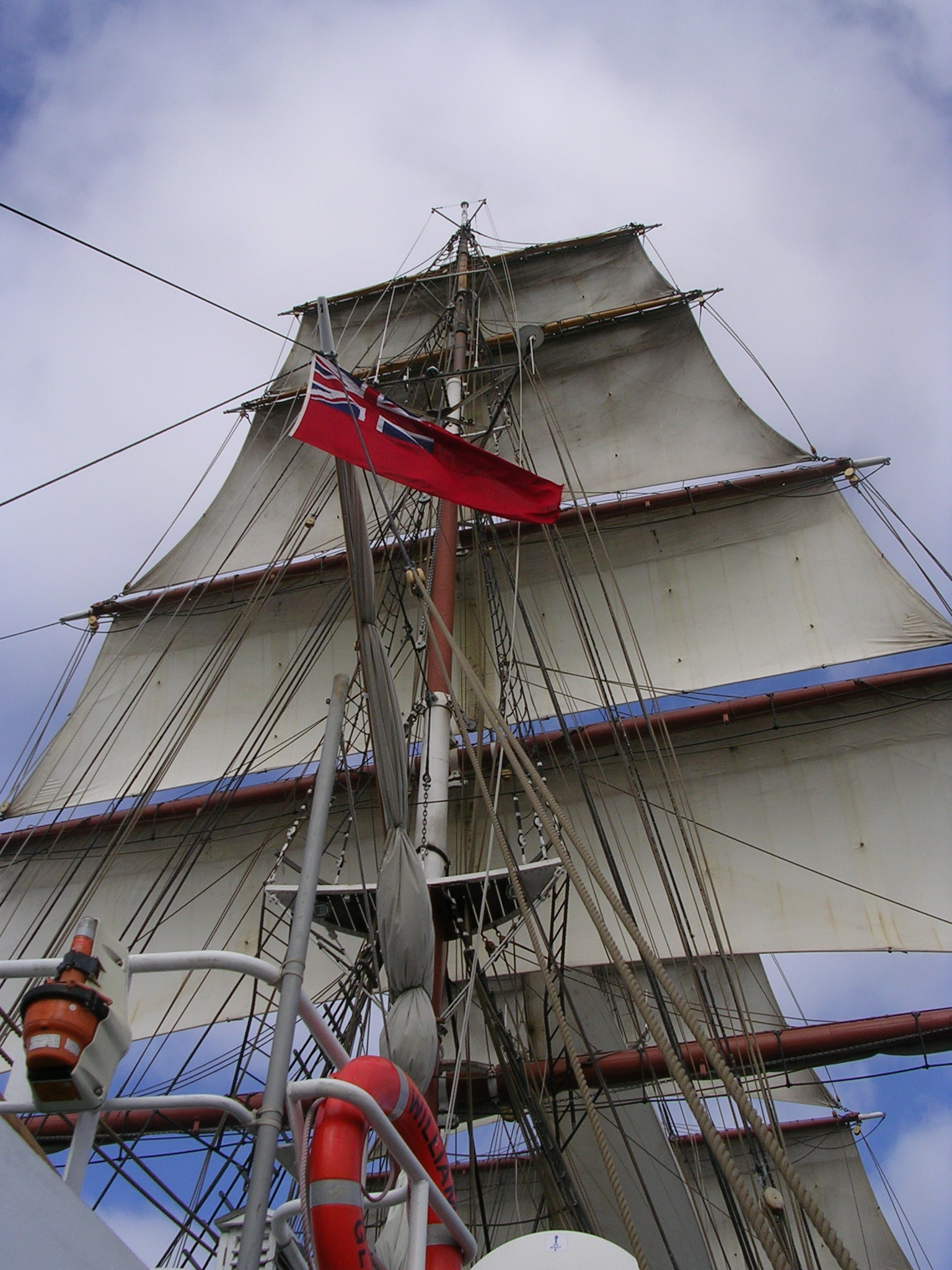
Le gréement du grand-mât.
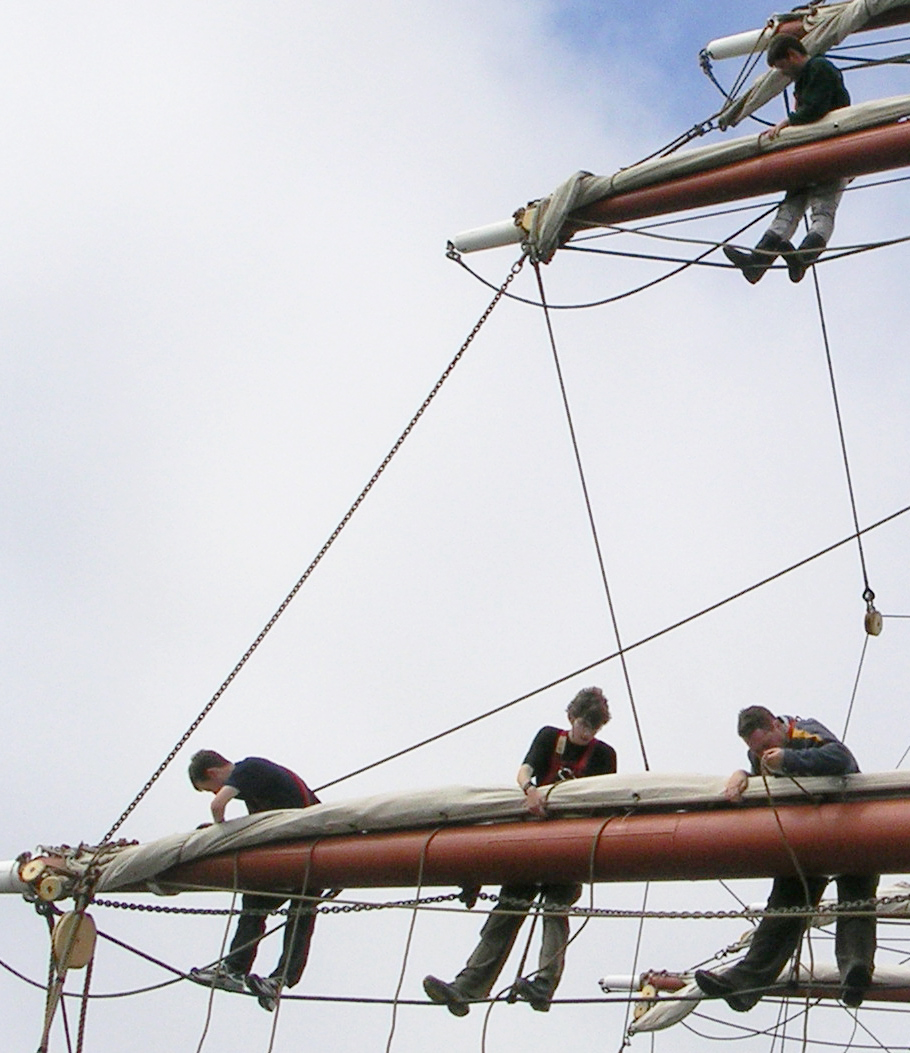
Gabiers sur la grande vergue de misaine.